# Écrille
Écrille ist eine französische Gemeinde im Département Jura in der Region Bourgogne-Franche-Comté. Sie gehört zum Arrondissement Lons-le-Saunier und zum Kanton Moirans-en-Montagne. 
Die Nachbargemeinden sind Plaisia im Nordosten, Onoz im Südosten, Sarrogna im Südwesten und Orgelet im Nordwesten.

## Bevölkerungsentwicklung
| Jahr                       | 1962 | 1968 | 1975 | 1982 | 1990 | 1999 | 2006 | 2017 |
| Einwohner                  | 91   | 75   | 68   | 56   | 75   | 68   | 69   | 83   |
| Quellen: Cassini und INSEE |      |      |      |      |      |      |      |      |

|  |  |